# Abbreviazione
L'abbreviazione (detta anche abbreviatura) è la riduzione di una o più parole nella scrittura, eventualmente anche mediante simboli convenzionali. Non va confusa con l'apocope.

## Concetto e specie
Il concetto su cui si basano le abbreviazioni è quello di scrivere una o più parole omettendone più lettere possibili, lasciando solo i segni grafici che permettono di riconoscere immediatamente la parola e contrassegnandola generalmente con un punto finale o intermedio. Per abbreviare una parola possono essere lasciate la sola prima lettera (ad esempio, v. per via), la prima parte (sig. per signore), i capi estremi (c.so per corso), o solo alcune consonanti (sg. per seguente). Altre abbreviazioni possono essere costruite con l'utilizzo misto delle regole sopraccitate, omettendo sia sillabe finali sia lettere intermedie.
Le abbreviazioni si suddividono in:
1. abbreviazioni per troncamento,[1] formate da una o più lettere d'inizio della parola o delle parole abbreviate; possono dunque considerarsi un tipo di abbreviazione per troncamento anche le sigle. Ad esempio, dott. per dottore; E.V. per Eccellenza Vostra; AA.VV. solo plurale per Autori Vari, in passato usata in ambito bibliografico.
2. Abbreviazioni per contrazione,[2] in cui il punto sostituisce le lettere centrali di una parola: ad esempio, f.lli per fratelli; la seconda parte può anche essere scritta in apice, come in n.º, o più spesso nº, per numero. Altre grafie cadute in disuso sono la scrittura continua con la tilde sull'ultima lettera della prima parte: ad esempio, chiar̃mo per chiarissimo; la scrittura continua senz'altro: chiarmo; la separazione coi due punti: chiar:mo. Il punto può essere spostato in fondo alla parola: ad esempio, dottor abbreviato per contrazione diventa non d.r ma dr. (in inglese, anche dr senza punto).
3. Abbreviazioni per sequenza consonantica, formate dalla prima consonante della parola abbreviata e da una o più delle successive: ad esempio, cf. o cfr. per il latino confer ("confronta"), col punto finale; sg. per seguente, con l'ultima consonante raddoppiata al plurale sgg. per seguenti (usata soprattutto per l'indicazione delle pagine).[3]

## Abbreviazioni dei plurali
A volte le abbreviazioni possono eludere il principio basilare di omissione di lettere della parola, nei casi in cui tra le lettere dell'abbreviazione compare una lettera (raddoppiata) che non compare nella parola originale. Questi casi sono specifici di un particolare tipo di abbreviazione, quella di alcuni plurali di parola, che è detta geminazione ed è funzionale all'indicazione del numero. Infatti nei casi in cui si voglia abbreviare il plurale (indicarne una quantità di due o più) di una parola di cui esiste già l'abbreviazione al singolare (effettuata mediante scrittura della sola prima parte di essa), il plurale abbreviato si ottiene semplicemente raddoppiando l'ultima lettera (sempre una consonante) dell'abbreviazione del singolare. In questa categoria rientrano, ad esempio, capp. per capitoli e sigg., per signori, in cui è stata raddoppiata la consonante finale dell'abbreviazione del sostantivo al singolare.
Invece, nel caso in cui l'abbreviazione del sostantivo al singolare termini già per consonante doppia, come, ad esempio, in avv. per avvocato e dott. per dottore, il plurale si forma aggiungendo alla parte puntata la parte finale della parola flessa al plurale: avv.ti, dott.ri. L'abbreviazione di un plurale che termina in doppia consonante (e non in consonante doppia) si può ottenere sia con il raddoppiamento, sia con l'aggiunta finale: monss. o mons.ri per monsignori.

## Utilizzo
Nella vita quotidiana gli ambiti in cui si può riscontrare un maggiore uso delle abbreviazioni sono alcuni testi come dizionari e vocabolari, nei quali il loro utilizzo è dovuto alla necessità di scrivere grandi quantità di informazioni, e dover quindi risparmiare più spazio possibile. Nel passato, come adesso, l'abbreviazione di parola è sempre stata legata ed esigenze di velocità di trascrizione e di mancanza di spazio.

## Storia
Le abbreviazioni sono diffuse in tutti i tipi di alfabeti conosciuti; le abbreviazioni ebbero particolare diffusione nella tradizione scrittoria del mondo greco-romano, e conobbero il maggior utilizzo nell'epoca gotica. Lo studio delle abbreviazioni è quindi molto importante per l'esatta lettura di iscrizioni e documenti antichi risalenti a queste, ed anche successive, epoche storiche. Lo studio delle abbreviazioni si inserisce quindi nell'ambito di quei fattori che permettono di studiare la storia della scrittura (la paleografia). Per quanto concerne l'italiano, storicamente oltre al punto è stata utilizzata anche la tilde, che veniva posta sopra la consonante che seguiva le sillabe omesse; raramente questo utilizzo avviene anche nell'italiano contemporaneo, dove ad esempio nell'Annuario Pontificio troviamo abbreviazione come em̃o per eminentissimo oppure rm̃o per reverendissimo.

### Il mondo greco e romano

#### L'epigrafia
Le prime abbreviazioni che furono usate in modo sistematico furono le abbreviazioni epigrafiche, effettuate per troncamento e che venivano utilizzate principalmente per i nomi propri (C per Caius, L per Lucius) ed i titoli delle autorità romane (IMP per imperator). Nei casi esposti prima si effettuava un'abbreviazione per troncamento, ma erano diffuse anche quelle per contrazione (COS per Consul), e le geminazioni funzionali per indicare i plurali (COSS per Consules). In questi casi le abbreviazioni erano molto utili perché le epigrafi erano spesso esposte su supporti di grandezza non modificabile con facilità (archi, pietre...) e quindi per "compattare" le scritte si ricorreva a questa tecnica. Se nelle iscrizioni il troncamento era indicato per lo più dal punto, la contrazione si indicava con una letterina soprascritta, o con una lineetta che, secondo posizione e forma, suggeriva un particolare scioglimento della parola.

## La tachigrafia
Sempre in età romana (dal VI secolo a.C. ca.) le abbreviazioni divennero essenziali per la tachigrafia (intesa come stenografia), ovvero per metodi di scrittura che necessitavano di scrivere alla velocità con la quale si parla. Le abbreviazioni, ed i segno convenzionali, permettevano allo stenografo di fissare sul supporto utilizzato tutte le informazioni ascoltate senza dover però trascrivere pedissequamente ogni parola detta. Tra i segni tachigrafici di abbreviazione per contrazione ricordiamo le note tironiane, introdotte intorno al 60 a.C.

## I greci e lo sviluppo nell'era cristiana
Nei testi greci, la scrittura maiuscola (onciale) prevede quasi soltanto il sistema di abbreviazione per troncamento; in età cristiana si estende l'uso della contrazione per i cosiddetti nomi sacri (es. Gesù Cristo = IHS XPS, dove H, X e P sono le lettere greche eta, chi e rho), riprendendo la tradizione delle abbreviazioni cosiddette nomina sacra, sempre di carattere religioso, e derivanti dai testi biblici, dove sovente indicavano i nomi o gli epiteti di Dio (DS per Deus).
Le abbreviazioni continuarono ad essere usate in molti campi anche successivamente all'epoca dell'Impero Romano. Nei testi latini, la contrazione, derivata dalle scrittura tachigrafica romana, fu molto adoperata nei testi giuridici fino a Giustiniano, che la proibì.

## Il grande sviluppo medievale
Con l'introduzione della scrittura minuscola nel Medioevo (XI secolo) si diffondono altre abbreviazioni che sostituiscono parte della parola. Usata nelle scuole scrittorie delle isole britanniche (Irlanda e Inghilterra), l'abbreviazione tornò a diffondersi in Europa intorno all'anno Mille. Infatti le forme scrittorie di abbreviazione crescevano di pari passo con la diffusione delle scuole scrittorie, e questo avveniva quasi unicamente nei monasteri, con il fenomeno amanuense. La produzione di codici da parte degli amanuensi crebbe moltissimo dopo la fine del I millennio, e questo portò ad un nuovo fiorire della tecnica delle abbreviazioni (tra quelle nate in questo periodo ricordiamo il titulus). Infatti gli amanuensi necessitavano di scrivere in modo veloce e sintetico, per poter accelerare la copiatura ed utilizzare meno materiale (inchiostro, fogli...) possibile. Dunque le abbreviazioni conobbero una vera e propria esplosione nel Medioevo (soprattutto tra il X e l'XI secolo), tanto da diventare quasi un nuovo modo di scrivere, tanto che varie forme abbreviate risultavano avere significato a sé stante rispetto al termine di cui originariamente erano una riduzione.
L'uso dell'abbreviazione cominciò piano piano a decadere dal XIV secolo: va inoltre ricordato come la diffusione della stampa a caratteri mobili (inventata da Gutenberg nel 1448 e largamente diffusasi in meno di un secolo) abbia di fatto assestato un colpo terribile all'attività amanuense e alla tecnica delle abbreviazioni. Infatti con la tipografia i problemi di velocità di produzione di un libro erano spariti, e l'uso delle abbreviature, benché costituisse comunque un piccolo risparmio di tempo e materiale scrittorio, era inadatto per la diffusione dei libri ad un pubblico più vasto (che non ne aveva una conoscenza approfondita).

## Diritto
Le abbreviature, ammesse presso i Romani nella stipulazione degli atti, e usate ampiamente nella pratica giuridica medievale, sono espressamente proibite dalla legge notarile italiana, all'art. 53 della stessa; divieto ribadito per gli atti dello stato civile. La legge non commina la nullità degli atti, ma solo pene pecuniarie per il notaio rogante.